# 하비 콜먼

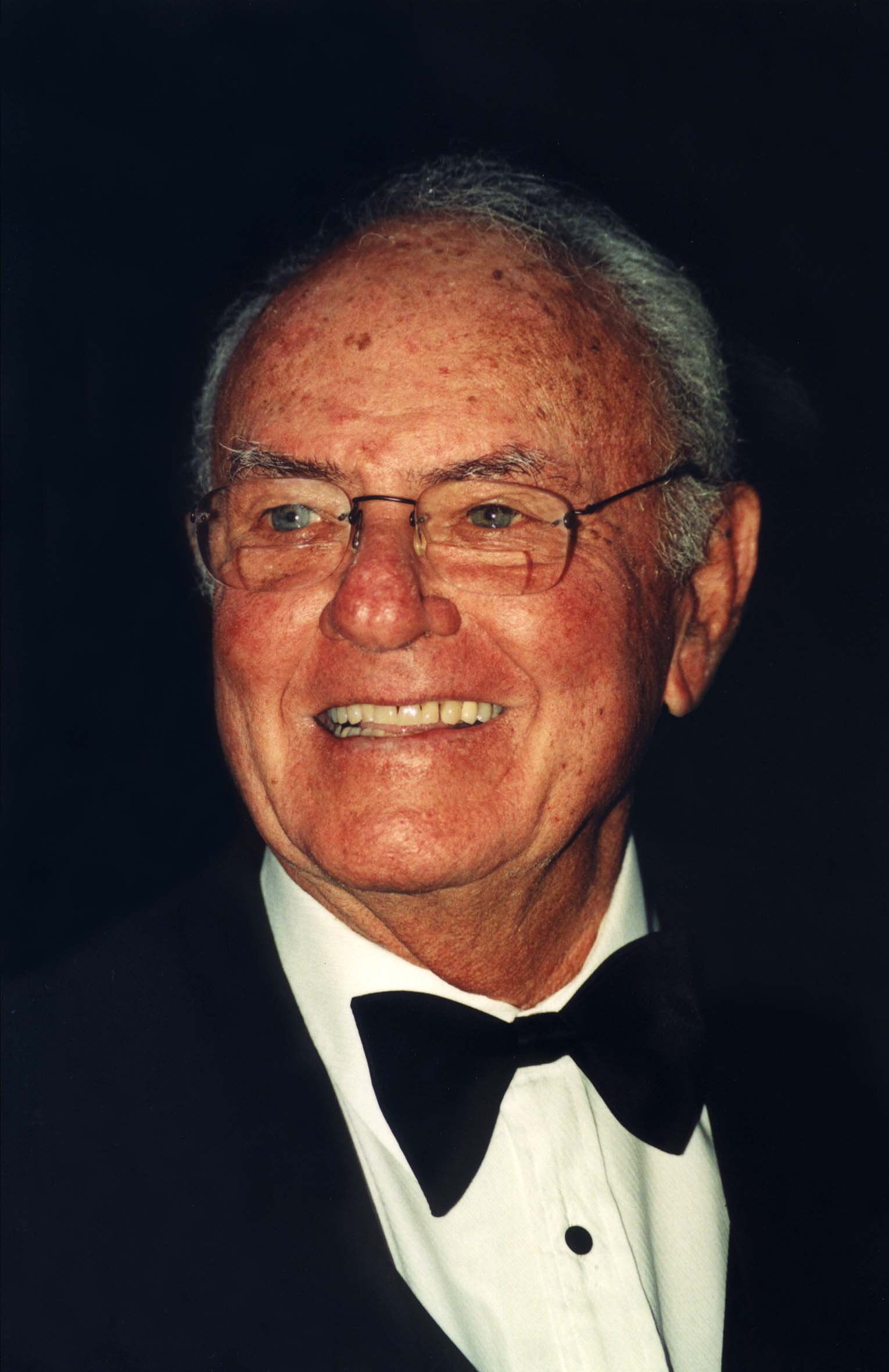

하비 코먼(Harvey Korman, 1927년 2월 15일 ~ 2008년 5월 29일)는 미국의 배우, 성우, 영화 제작자이다.
시카고에서 태어났으며 로스앤젤레스에서 사망하였다. 사인은 복부대동맥류이다.

## 출연 작품
- 고인돌 가족 2 (2000년)
- 솔드 아웃 (1996년) - 대통령 역
- 못말리는 드라큐라 (1995년) - 닥터 잭 시워드 역
- 방송국 사고 파티 (1994, Radioland Murders)
- 고인돌 가족 (1994년)
- 비트레이얼 오브 더 도브 (1993년)
- 크래쉬 코스 (1988년)
- 먼치스 (1987년)
- 더 롱샷 (1986년)
- 이상한 나라의 앨리스 (1985년)
- 핑크 팬더 7 - 핑크 팬더의 저주 (1983년)
- 핑크 팬더 6 - 핑크 팬더의 추적 (1982년)
- 세계사 (1981년)
- 퍼스트 패밀리(영어판) (1980년)
- 허비 - 흥분하다 (1980년)
- 아메리카슨 (1979년)
- 스타워즈 홀리데이 스페셜 (1978년)
- 고소공포증 (1977년)
- 허클베리 핀 (1974년)
- 브레이징 새들스 (1974년)
- 서든리 싱글 (1971년)
- 행복의 파리에서 (1969년)
- 로드 러브 어 덕 (1966년)
- 플린스톤이라 불리는 사나이 (1966년)
- 몬스터 가족 (1964년)
- 건망증 선생님 2 (1963년)
- 집시 (1962년)
- 고인돌 가족 플린스톤 (1960년)

### 텔레비전
- 도나 리드 쇼 (1958년)
- 디즈니랜드 (1954년) - 브로우니 역
- 사랑의 유람선 (1977년)